# Leioproctus nomiaeformis
Leioproctus nomiaeformis là một loài Hymenoptera trong họ Colletidae. Loài này được Cockerell mô tả khoa học năm 1930.